# أفلا أوزيلال (سيدي عبد الله البوشواري)
أفلا أوزيلال هي إحدى مشيخات المملكة المغربية، تتبع جغرافيا لإقليم شتوكة آيت باها وإداريًا لسيدي عبد الله البوشواري. يقدر عدد سكانها بـ 1040 نسمة حسب الإحصاء الرسمي للسكان والسكنى لسنة 2004.